# Gesamtsozialversicherungsbeitrag
Der Gesamtsozialversicherungsbeitrag umfasst die Summe der Beiträge zur Kranken-, Pflege-, Renten- und Arbeitslosenversicherung. Der Gesamtsozialversicherungsbeitrag setzt sich aus dem Arbeitgeberbeitrag und dem Arbeitnehmerbeitrag zu den zuvor genannten Sozialversicherungen zusammen.

## Arbeitgeberpflichten
Der Beitragseinzug ist in den §§ 28d bis § 28n Viertes Buch Sozialgesetzbuch geregelt. Der Arbeitgeber muss
- den Gesamtsozialversicherungsbeitrag monatlich berechnen,
- einen Beitragsnachweis erstellen
- den Beitragsnachweis der Einzugsstelle übermitteln
- den Beitrag an die Einzugsstelle abführen.

Die Einzugsstellen leiten die Beiträge entsprechend an die Träger der Rentenversicherung, der Pflegeversicherung, der Krankenversicherung und an die Bundesagentur für Arbeit weiter. Die Träger der Rentenversicherung prüfen, ob die Arbeitgeber ihre Pflichten im Zusammenhang mit dem Gesamtversicherungsbeitrag erfüllen (Betriebsprüfung). Ein Arbeitgeber, der den Arbeitnehmerbeitrag der Einzugsstelle vorenthält, macht sich nach § 266a Abs. 1 oder Abs. 2 StGB strafbar.

## Gesamtsozialversicherungsbeitragssatz
| Zeitraum      | Gesamt- beitragssatz | RV     | ALV   | KV             | PV     |
| ------------- | -------------------- | ------ | ----- | -------------- | ------ |
| 1970          | 26,5 %               | 17,0 % | 1,3 % | 8,2 %          |        |
| 1980          | 32,4 %               | 18,0 % | 3,0 % | 11,4 %         |        |
| 1990          | 35,8 %               | 18,7 % | 4,3 % | 12,8 %         |        |
| 2000          | 41,10 %              | 19,3 % | 6,5 % | 13,6 %         | 1,7 %  |
| 2003          | 41,70 %              |        |       |                |        |
| 2004          | 42,00 %              | 19,5 % | 6,5 % | 14,2 %         | 1,8 %  |
| 2005          | 42,00 %              | 19,5 % | 6,5 % | 14,2 %         | 1,8 %  |
| 2006          | 41,90 %              | 19,5 % | 6,5 % | 14,2 %         | 1,8 %  |
| 2007          | 39,10 %              | 19,9 % | 4,2 % | 14,8 %         | 1,8 %  |
| 2008          | 38,80 %              | 19,9 % | 3,3 % | 14,9 %         | 1,8 %  |
| 2009          | 40,15 %              | 19,9 % | 2,8 % | 15,5 %         | 2,0 %  |
| 2010          | 39,55 %              | 19,9 % | 2,8 % | 14,9 %         | 1,95 % |
| 2011          | 40,35 %              | 19,9 % | 3,0 % | 15,5 %         | 1,95 % |
| 2012          | 40,05 %              | 19,6 % | 3,0 % | 15,5 %         | 1,95 % |
| 2013 und 2014 | 39,45 %              | 18,9 % | 3,0 % | 15,5 %         | 2,05 % |
| 2015          | 39,55 %              | 18,7 % | 3,0 % | 14,6 % + 0,9 % | 2,35 % |
| 2016          | 39,75 %              | 18,7 % | 3,0 % | 14,6 % + 1,1 % | 2,35 % |
| 2017          | 39,95 %              | 18,7 % | 3,0 % | 14,6 % + 1,1 % | 2,55 % |
| 2018          | 39,75 %              | 18,6 % | 3,0 % | 14,6 % + 1,0 % | 2,55 % |
| 2019          | 39,65 %              | 18,6 % | 2,5 % | 14,6 % + 0,9 % | 3,05 % |
| 2020          | 39,75 %              | 18,6 % | 2,4 % | 14,6 % + 1,1 % | 3,05 % |
| 2021 und 2022 | 39,95 %              | 18,6 % | 2,4 % | 14,6 % + 1,3 % | 3,05 % |
| 2023 (1. Hj.) | 40,45 %              | 18,6 % | 2,6 % | 14,6 % + 1,6 % | 3,05 % |
| 2023 (2. Hj.) | 40,80 %              | 18,6 % | 2,6 % | 14,6 % + 1,6 % | 3,4 %  |
| 2024          | 40,90 %              | 18,6 % | 2,6 % | 14,6 % + 1,7 % | 3,4 %  |

Der Gesamtsozialversicherungsbeitragssatz ergibt sich aus der Summe der Beitragssätze in der allgemeinen Rentenversicherung, in der gesetzlichen Krankenversicherung zuzüglich des durchschnittlichen Zusatzbeitragssatzes, in der gesetzlichen Pflegeversicherung und zur Arbeitsförderung. Bei einem Arbeitsentgelt in der Gleitzone (Midijob) bestimmen der Gesamtsozialversicherungsbeitragssatz und der Faktor F die Höhe des Gesamtsozialversicherungsbeitrags. Der Gesamtsozialversicherungsbeitragssatz wird für jedes Kalenderjahr vom Bundesministerium für Arbeit und Soziales im Voraus bekanntgegeben.
Da bei abhängig Beschäftigten sich Arbeitnehmer und Arbeitgeber den Beitrag hälftig teilen, bedeutet ein Gesamtbeitrag von 40 %, dass Arbeitnehmer im Durchschnitt 20 % Abzug vom Gehalt für Sozialversicherungen haben, während 20 % der Arbeitgeber übernimmt. Anders verhält es z. B. bei freiwillig gesetzlich versicherten Selbständigen, die entsprechende Beiträge selbst tragen müssen.